# Жељезни мост принца Карла у Фочи
Жељезни мост принца Карла у Фочи, изграђен на мјесту некадашње превозне скеле преко ријеке Дрине. Мост су изградили Аустроугари. Његова градња почела је у јуну 1882., а довршен је и пуштен у промет 22. октобра 1884. године. Пројектовао га је аустроугарски пионирски натпоручник Крицхбамуер. Комисија за очување националних споменика БиХ, 2012. године прогласила га је националним спомеником БиХ.
Мост је два пута рушен, први пут у Другом свјетском рату. 1942. године, па 6. септембра 1995. године у НАТО бомбардовању. Иако је од свог настанка, па до данас мост у више наврата мијењао свој изглед, он посједује изузетну симболичку вриједност, с обзиром да представља мјесто окрутне масовне егзекуције више стотина становника Фоче и Горњег Подриња током Другог свјетског рата. Обновљен је 2018. године.

## Подаци о добру
Жељезни мост принца Карла налази се изнад ријеке Дрине у Фочи, код Казнено-поправног завода Општине Фоча.

## Историјат
Настањеност ужег подручја Фоче може се пратити још од предисторијског периода, а само градско насеље од средњег вијека. 
Први спомени мосту преко Дрине у Фочи датирају из половине осме деценије XVI вијека, што не значи да он није настао и знатно раније. 
Мост је морао настати прије 1566. године, тј. прије смрти Сулејмана Величанственог, јер из путописа Евлије Челебије знамо да је мост на Дрини у Фочи подигнут у његово име. Овај мост је саграђен од дрвета, али на начин који је већ у XVI вијеку представљао стару школу како каже Челебија. 
Према казивању старијих Фочака, на мјесту моста принца Карла, Аустријанци су најприје изградили дрвени мост.
Током НАТО бомбардовања порушен је средишњи дио моста, између два носећа стуба. Као прелазно рјешење, неколико година послужио је понтонски мост њемачког СФОР-а који су њемачки војници одласком из Фоче однијели.

## Опис добра
О ранијем изгледу Моста принца Карла у Фочи, у стручној литератури нема пуно података. Изведен је као мостовна конструкција са три носећа стуба (некада су то била четири), овалне основе, израђене од прецизно клесаних камених блокова, сложених у хоризонталне слојеве. Дужина моста износи 180 м, а највиша тачка моста је 9,13 м изнад дна ријеке.
Мост је повезивао западну обалу ријеке Дрине са касарном која је била изграђена нешто прије моста, на локалитету који се назива Доње Поље. Ова касарна је касније адаптирана у затвор.
Горња површина моста је хоризонтална и чини је решеткаста челична конструкција која је уједно и ограда моста. На старим фотографијама, из периода изградње моста, видљиво је да је мост био састављен од четири лучна решеткаста носача, од којих су два средња били скоро два пута виша у односу на крајње носаче. Средњи лучни носачи–узводни и низводни–били су у горњој зони моста међусобно повезани.
Улаз на мост је наглашен паром камених пилона са обје стране ријеке.
Укупна ширина мостовне конструкције износи 6 м. Мост нема никакве декорације, нити натписа.